# Anton Joos
Anton Joos (* 8. März 1900 in Gutach; † 30. März 1999 in Frankfurt (Oder)) war ein deutscher KPD-  und SED-Funktionär.

## Leben
Der Sohn eines Schlossers und einer Landarbeiterin trat nach Besuch der Volksschule 1919 in Waldshut der KPD bei.
Von 1919 war er Bergarbeiter in Bottrop und war dort 1920 Angehöriger der Roten Ruhrarmee, weswegen er verhaftet und in Köln interniert wurde. In diesen Jahren war er auch Betriebsrat in Titisee-Feldberg und hatte in den Folgejahren zahlreiche gewerkschaftliche bzw. parteipolitische Funktionen inne, so von 1931 bis 1932 das Amt eines Betriebsratsvorsitzenden, 1930 bis 1933 Politischer Leiter des KPD-Unterbezirks Oberhausen und 1932 bis 1933 Mitglied im Stadtrat in Oberhausen.
1933 emigrierte er in die Niederlande, wo er Kassierer und Kursleiter der KPD in Amsterdam sowie Instrukteur der Emigranten war und darüber hinaus weitere Funktionen übernommen hatte. Ab Juli 1937 war Joos Mitarbeiter des KPD-Abwehrapparats in Paris und von 1937 bis 1939 Sekretär von Paul Bertz.
Nach Verhaftung war Joos in verschiedenen Lagern inhaftiert, konnte jedoch im April 1941 fliehen und fand sich ab 1942 im französischen Widerstand, wo er bis März 1943 Verbindungen zur KPD-Leitung in Toulouse hatte. Außerdem war er im  Komitee Freies Deutschland für den Westen (KDFW frz. CALPO) aktiv.
Im Juni 1945 kehrte Joos nach Düsseldorf zurück, wo er Leiter der Personalpolitischen Abteilung in der KPD-Landesleitung Nordrhein-Westfalen und 1946 Mitglied der KPD-Bezirksleitung Ruhrgebiet-Westfalen wurde. 1947 wurde er Referent in der Personalpolitischen Abteilung der SED und 1950 Leiter des Sektors Allgemeine Angelegenheiten der Abteilungskader des ZK der SED.
Ab 1949 war Joos Mitglied der Zentralen Parteikontrollkommission der SED, wo er unter anderem mit der Kausa Noel H. Field befasst und 1950 maßgeblich an der Vorbereitung der ersten großen Parteisäuberung beteiligt war. Joos galt als graue Eminenz der Kaderabteilung des ZK der SED, wo er vor allem für sicherheitsrelevante Angelegenheiten zuständig war. Von 1962 bis 1966 war er stellvertretender Leiter der DDR-Handelsvertretung in Stockholm.
Joos wurde am 6. Mai 1955 mit dem Vaterländischen Verdienstorden in Silber und 1979 in Gold ausgezeichnet. Am 30. März 1999 verstarb Anton Joos im Alter von 99 Jahren in Frankfurt (Oder).

## Weblink
- Anton Joos im DRAFD-Wiki